# Wahlen in Spanien

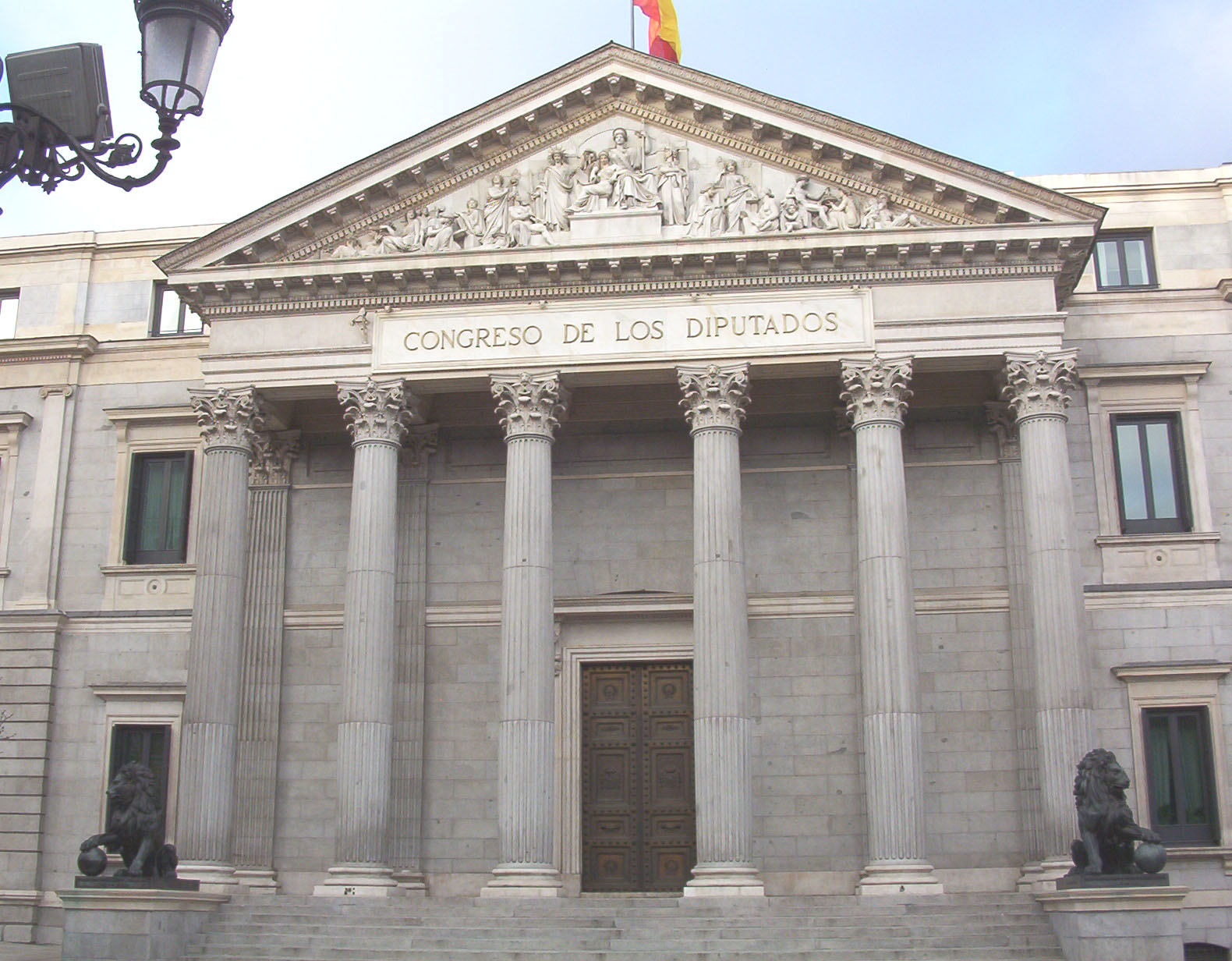
Eingang des spanischen Abgeordnetenhauses

Das Wahlsystem für das aus zwei Kammern bestehende spanische Parlament, die Cortes Generales, ist in den Artikeln 68 und 69 der Verfassung und im Ley Orgánica 5/1985, de 19 de junio, del Régimen Electoral General (LOREG) geregelt.
Die beiden Kammern des Parlaments sind das Abgeordnetenhaus und der Senat.
Die Wahl zum Abgeordnetenhaus erfolgt nach einem Verhältniswahlsystem in Wahlkreisen unterschiedlicher Größe, die Wahl des Senats ist eine Mehrheitswahl in Mehrmannwahlkreisen. Das Wahlsystem für beide Kammern ist seit den ersten demokratischen Wahlen (1977) nach dem Ende des Franco-Regimes im Wesentlichen unverändert geblieben.
Ebenfalls im LOREG ist das Wahlsystem für die Wahl der Europaabgeordneten, der Gemeinderäte, der Bürgermeister, der Inselräte auf den Kanaren und der Provinzialräte (mit Ausnahme der baskischen Provinzen) geregelt.
Die Regelungen zum Wahlsystem für die Wahlen zu den Parlamenten der Regionen (Autonomen Gemeinschaften) finden sich jedoch überwiegend in eigenen Regionalgesetzen.

## Congreso

### Einteilung des Wahlgebiets

Die spanischen Provinzen bilden die Grundlage für die Wahlkreiseinteilung

Das Wahlgebiet ist in 52 Wahlkreise unterteilt. Dabei handelt es sich um die 50 Provinzen sowie um die beiden Autonomen Städte Ceuta und Melilla. Die Sitzverteilung auf die Wahlkreise wird jeweils vor der Wahl festgelegt: 248 Sitze werden nach der Bevölkerungszahl verteilt (nach dem Hare/Niemeyer-Verfahren), hinzu kommen je zwei Grundmandate für jede Provinz. Die beiden Autonomen Städte sind durch je einen Abgeordneten vertreten, so dass sich eine Gesamtzahl von 350 Sitzen ergibt (Art. 68 Abs. 2 der Verfassung, Art. 162 LOREG).
Durch die Grundmandate werden Provinzen mit wenigen Einwohnern bevorzugt. Bei der Parlamentswahl 2008 kamen in der Provinz Teruel rechnerisch 38.070 Wahlberechtigte auf ein Abgeordnetenmandat, in der Provinz Madrid hingegen 128.286 Wahlberechtigte auf ein Mandat.
Weiter ist charakteristisch, dass die Wahlkreise von der Größe her sehr unterschiedlich sind und es insbesondere viele kleine Wahlkreise gibt (Wahl 2008: 2 mit einem, 1 mit zwei, 8 mit drei, 9 mit vier, 7 mit fünf, 8 mit sechs, 4 mit sieben, 5 mit acht, 1 mit neun, 2 mit zehn, 2 mit zwölf, Valencia mit 16, Barcelona mit 31 und Madrid mit 35 Abgeordneten). Die durchschnittliche Wahlkreisgröße beträgt 6,7 Abgeordnete.

### Stimmenverrechnung
Die Parteien stellen in jedem Wahlkreis eigene Kandidatenlisten auf. Die Wähler können nur für eine Liste stimmen, personalisierte Komponenten existieren nicht. Die Sitze werden innerhalb der Wahlkreise nach dem D’Hondt-Verfahren, das große Parteien begünstigt, auf die Listen verteilt (Art. 163 LOREG). Zudem existiert eine Sperrklausel in Höhe von 3 % auf Wahlkreisebene (Art. 163 Abs. 1a) LOREG), die allerdings nur in den beiden größten Wahlkreisen von Bedeutung ist – in den übrigen sind ohnehin mehr als 3 % der Stimmen erforderlich, um einen Sitz zu erhalten. Die Stimmen werden zwischen den Wahlkreisen nicht verrechnet, damit gehen die Stimmen verloren, die auf Parteien abgegeben werden, die im betreffenden Wahlkreis keinen Sitz erzielen konnten.

### Auswirkungen des Wahlsystems
Das Wahlsystem benachteiligt in hohem Maße kleinere landesweit tätige Parteien, da diese in den zahlreichen kleinen Wahlkreisen, in denen nur eine einstellige Zahl von Mandaten zu vergeben ist, kaum eine Chance auf einen Parlamentssitz haben. Sie können nur in den wenigen großen Wahlkreisen überhaupt auf Mandate hoffen, in den übrigen Wahlkreisen auf sie abgegebene Stimmen werden für die Sitzverteilung nicht berücksichtigt. Von diesem Effekt weniger betroffen sind hingegen Regionalparteien mit klaren Hochburgen: Ihre Stimmen konzentrieren sich auf wenige Wahlkreise, in denen sie gute Chancen auf Parlamentssitze haben; in den übrigen Wahlkreisen treten sie meist gar nicht an. So erlangte Izquierda Unida, die drittgrößte landesweit tätige Partei, bei der Wahl 2008 mit 969.871 Stimmen nur zwei Mandate, die nur im Katalonien angetretene Regionalpartei Convergència i Unió (CiU) hingegen mit 779.425 Stimmen zehn Sitze. Von dieser Benachteiligung der kleinen profitieren vor allem die großen Parteien. Bei der Wahl 1989 führte das dazu, dass die regierenden Sozialisten mit 39,6 % der Stimmen 50,0 % der Mandate erhielten. Die Erwartung der Wähler, dass vor allem in kleineren Wahlkreisen nur Stimmen für eine der großen Parteien einen Unterschied im Wahlergebnis machen, beeinflusst auch die Wahlentscheidungen. Als Schlagwort für dieses Phänomen, das zu höheren Stimmenanteilen für die großen Parteien führt, hat sich der Ausdruck voto útil („nützliche Stimme“) etabliert.
Eine Benachteiligung kleinerer Parteien kann sich auch daraus ergeben, dass für die Sitzverteilung in den Wahlkreisen das D’Hondt-Verfahren zur Anwendung gelangt, das tendenziell größere Parteien bevorteilt. Da dieses Verfahren in fünfzig einzelnen Wahlkreisen zur Anwendung kommt, kann dies dazu führen, dass der letzte zu verteilende Sitz gleich in mehreren Wahlkreisen an eine größere Partei geht und nicht an eine kleinere, an die er bei einem anderen Sitzzuteilungsverfahren gegangen wäre. Bei der Wahl 2016 z. B. wäre es nach dem Hare/Niemeyer-Verfahren in 20 Wahlkreisen zu einer anderen Sitzverteilung gekommen. Dabei hätten Ciudadanos 9 Mandate, Podemos 6 Mandate und EH Bildu ein Mandat mehr gewonnen als nach der D’Hondt-Verteilung. Die PP wäre auf 11, die PSOE auf 3 und PNV und CDC auf jeweils 1 Mandat weniger gekommen.
Bei der Wahl 2015 erhielt die landesweit drittstärkste Partei Podemos 20 % der Mandate bei einem Stimmenanteil von 21 %. Auf die viertstärkste Kraft Ciudadanos entfielen 11 % der Mandate bei einem Stimmenanteil von 14 %. Damit hielten sich die nachteiligen Effekte des Wahlsystems für die "kleineren" Parteien bei dieser Wahl in Grenzen, was darauf zurückzuführen ist, dass sie – anders als die kleineren Parteien bei vorangegangenen Wahlen – relativ hohe Stimmenanteile erzielen konnten. Bei der Wahl 2016 war Unidos Podemos (drittstärkste Kraft, Stimmenanteil: 21 %; Mandatsanteil: 20 %) von den Effekten wieder kaum betroffen, Ciudadanos (viertstärkste Kraft, Stimmenanteil: 13 %, Mandatsanteil: 9 %) hingegen schon. Bei der Wahl 2023 wiederum erhielten die landesweit drittstärkste bzw. viertstärkste Partei (VOX und Sumar) bei 12,39 bzw. 12,31 % der Stimmen lediglich 9,4 bzw. 8,9 % der Sitze. 

## Senat
Der "Senado" setzt sich nach Art. 69 der Verfassung zusammen aus
- 208 direkt vom Volk gewählten Mitgliedern und
- weiteren Senatoren (derzeit 58), die von den Parlamenten der einzelnen Regionen (span.: Comunidades Autónomas) bestimmt werden.

### Direktwahl

#### Einteilung des Wahlgebiets
Das Wahlgebiet ist in 59 Wahlkreise unterteilt. Dabei handelt es sich um die 47 Festlandprovinzen (mit jeweils – unabhängig von der Bevölkerungszahl – vier Senatoren), die Inselwahlkreise Gran Canaria, Mallorca und Teneriffa (je drei), Ibiza-Formentera, Menorca, Fuerteventura, Gomera, Hierro, Lanzarote und La Palma (je ein Senator) sowie die beiden Autonomen Städte Ceuta und Melilla (je zwei), so dass sich eine Gesamtzahl von 208 direkt gewählten Senatoren ergibt (Art. 165 LOREG).
Durch diese Mandatsverteilung werden Wahlkreise mit wenigen Einwohnern noch wesentlich stärker bevorzugt als bei den Wahlen zum Congreso: Bei der Parlamentswahl 2008 kamen rechnerisch im Inselwahlkreis Hierro je 9.551 Wahlberechtigte auf einen Senator, in der Provinz Soria 19.342, und in der Provinz Madrid 1.122.510 Wahlberechtigte.  Dies erklärt sich jedoch aus der verfassungsrechtlichen Position des Senats: Dieser ist nicht die Volksvertretung, sondern die Kammer der "territorialen Repräsentation" (Art 69 Abs. 1 der Verfassung).

#### Stimmenverrechnung
Es handelt sich um eine Personenwahl. Der Wähler kann in den Viermann-Wahlkreisen für bis zu drei, in den Drei- und Zweimannwahlkreisen für bis zu zwei und in den Einmannwahlkreisen für einen Kandidaten stimmen und zwar auch verteilt auf mehrere Wahlvorschläge ("Panaschieren"). Gewählt sind die Kandidaten mit den höchsten Stimmenzahlen (Art. 166 LOREG).

#### Auswirkungen des Wahlsystems
Die Parteien stellen in den Wahlkreisen nur die Anzahl an Kandidaten auf, die der Anzahl der Stimmen, über die der Wähler verfügt, entspricht (in Viermannwahlkreisen also drei), um eine Zersplitterung des Wählerpotentials zu verhindern. Dies und der Umstand, dass die meisten Wähler ihre Stimmen geschlossen den Kandidaten der von ihnen präferierten Partei geben, führt dazu, dass das Verhältnis der von der stärksten Partei errungenen Sitze zu denen der zweitstärksten Partei in der ganz überwiegenden Zahl der Fälle in den Viermannwahlkreisen 3:1, in den Dreimannwahlkreisen 2:1 und in den Zweimannwahlkreisen 2:0 ist. Zu einem hiervon abweichenden Ergebnis kam es in den fünf Wahlen von 1993 bis 2008 nur in fünf Fällen (von insgesamt 354 einzelnen Wahlen in den Wahlkreisen): 1993 teilten sich PSOE und PP zu gleichen Teilen die Sitze in Valencia und Melilla, 2004 in Toledo und Teruel, 2008 in Ciudad Real; 2011 teilten sich CiU und PSC zu gleichen Teilen die Sitze der Provinz Tarragona. Das Wahlsystem ist daher im Ergebnis als Mehrheitswahl einzustufen.

### Senatoren der Regionen

#### Anzahl und Verteilung
Die Zahl der von den Regionen entsandten Senatoren richtet sich nach der Bevölkerungszahl der jeweiligen Region (einer plus ein weiterer je eine Mio. Einwohner, Art. 69 Abs. 5 der Verfassung). In der von Dezember 2011 bis 2015 laufenden X. Legislatur waren dies insgesamt 58 (Andalusien 9, Aragonien 2, Asturien 2, Balearische Inseln 2, Baskenland 3, Extremadura 2, Galicien 3, Kanarische Inseln 3, Kantabrien 1, Kastilien-La Mancha 3, Kastilien-León 3, Katalonien 8, La Rioja 1, Madrid 7, Murcia 2, Navarra 1, Valencia 6).

#### Wahlverfahren
Die Benennung der entsandten Senatoren erfolgt durch die Regionalparlamente nach den Bestimmungen der jeweiligen Autonomiestatuten der Regionen, wobei der Proporz zu beachten ist (Art. 69 Abs. 5 der Verfassung, Art. 165 Abs. 4 LOREG).

## Europaparlament
Auch das Wahlsystem für die Wahl der spanischen Europaabgeordneten ist im LOREG geregelt (Art. 214–217). Das ganze Staatsgebiet bildet einen einzigen Wahlkreis. Die Verteilung der Sitze auf die Wahlvorschläge erfolgt nach dem D’Hondt-Verfahren, eine Sperrklausel existiert nicht.

## Parlamente der Autonomen Gemeinschaften
Das Wahlsystem für die Wahl zu den Parlamenten der Autonomen Gemeinschaften ist nicht in der Verfassung und dem LOREG geregelt, sondern in den Autonomiestatuten (welche die innere Verfassung der Autonomen Gemeinschaften regeln) und in den auf ihrer Grundlage ergangenen Wahlgesetzen der Autonomen Gemeinschaften.
Die sind in der Auswahl des Wahlsystems jedoch eingeschränkt: Nach Art. 152.1 der Spanischen Verfassung sind die Regionalparlamente nach Verhältniswahlgrundsätzen zu wählen. Allerdings gilt diese Verfassungsbestimmung ihrem Wortlaut nach nur für die Autonomen Gemeinschaften des sog. „schnellen Wegs“ (Baskenland, Katalonien, Galicien, Andalusien). Nach der Rechtsprechung des Verfassungsgerichts ist sie jedoch auch auf die restlichen Autonomen Gemeinschaften anzuwenden, sodass es diesen generell verwehrt ist, für die Wahl ihrer Parlamente ein Mehrheitswahlrecht vorzusehen.
Das Wahlsystem entspricht daher in allen Autonomen Gemeinschaften im Wesentlichen demjenigen, wie es bei der Wahl zum Congreso Anwendung findet. In den Autonomen Gemeinschaften, die aus mehreren Provinzen bestehen, bilden diese die Wahlkreise (bis auf die Kanaren, wo es die einzelnen Inseln sind). Die Autonomen Gemeinschaften, die nur aus einer Provinz bestehen (Asturien, Kantabrien, Navarra, La Rioja, Madrid, Balearen, Murcia) bilden entweder nur einen einzigen Wahlkreis oder sind in mehrere Wahlkreise aufgeteilt.
In allen Autonomen Gemeinschaften findet – ebenso wie bei der Wahl zum Congreso – die Sitzzuteilung nur auf der Ebene der Wahlkreise nach dem D’Hondt-Verfahren statt.
Lediglich bei der Höhe der Sperrklausel und bei dem Modus der Verteilung der Mandate auf die Wahlkreise (insbesondere für die Anzahl der Grundmandate je Wahlkreis) bestehen nennenswerte Abweichungen.
Im Einzelnen:

### Andalusien
Nach Art. 101.1 des Autonomiestatuts besteht das Parlament aus mindestens 109 Abgeordneten. Weiter schreibt das Autonomiestatut vor, dass Wahlkreis die Provinz ist, dass keine Provinz mehr als das Doppelte an Abgeordneten einer anderen stellen darf (Art. 104.1) und die Wahl nach den Grundsätzen der Verhältniswahl erfolgt (Art. 104.2).
Das andalusische Wahlgesetz legt die Zahl der Abgeordneten auf 109 fest. Jeder Wahlkreis (Provinz) erhält acht Grundmandate, die restlichen 45 Mandate werden auf die Provinzen nach dem Verhältnis der Bevölkerungszahl verteilt, was bei der Wahl vom 9. März 2008 folgende Verteilung ergab: Almería 12, Cádiz 15, Córdoba 12, Granada 13, Huelva 11, Jaén 12, Málaga 16, Sevilla 18. Die durchschnittliche Wahlkreisgröße beträgt damit 13,6 Abgeordnete. Auch hier führt das System der Grundmandate zu einer Bevorzugung der Provinzen mit wenigen Einwohnern, so kamen bei der Wahl von 2008 rechnerisch in der Provinz Huelva 34.813 Wahlberechtigte auf ein Abgeordnetenmandat, in Sevilla waren es 81.625.
Die Umsetzung des Wahlergebnisses in Sitze erfolgt nach denselben Regeln wie bei der Wahl zum Congreso (starre Listen, 3-Prozent-Hürde in jedem Wahlkreis, Sitzverteilung im Wahlkreis nach d´Hondt, keine Verrechnung zwischen den Wahlkreisen).

### Aragonien
Nach Art. 36 des Autonomiestatuts besteht das Parlament aus mindestens 65 und höchstens 80 Abgeordneten (Art. 36). Weiter schreibt das Autonomiestatut vor, dass Wahlkreis die Provinz ist (Art. 37.4) und die Wahl nach den Grundsätzen der Verhältniswahl erfolgt (Art. 37.3). Weiter ist festgelegt, dass die Zahl der Einwohner je Mandat der bevölkerungsreichsten Provinz höchstens das 2,75-Fache der Zahl der Einwohner je Mandat der bevölkerungsärmsten Provinz betragen darf (Art. 36).
Das Wahlgesetz der Autonomen Gemeinschaft Aragonien legt die Zahl der Abgeordneten auf 67 fest. Jeder Wahlkreis (Provinz) erhält 13 Grundmandate, die restlichen 28 Mandate werden auf die Provinzen nach dem Verhältnis der Bevölkerungszahl verteilt. Wird dadurch die Vorgabe des Autonomiestatuts (2,75-Regelung) nicht eingehalten, erhält die bevölkerungsreichste Provinz auf Kosten der bevölkerungsärmsten Provinz so viele Abgeordnete, bis das erforderliche Verhältnis hergestellt ist. Dies ergab für die Wahlen vom 22. Mai 2011 folgende Verteilung: Huesca 18, Teruel 14, Saragossa 35. Die durchschnittliche Wahlkreisgröße beträgt damit 22,3 Abgeordnete. Auch hier führt das System der Grundmandate zu einer Bevorzugung der Provinzen mit wenigen Einwohnern, so kamen bei der Wahl 2011 rechnerisch in der Provinz Teruel 10.377 Einwohner auf ein Abgeordnetenmandat, in Saragossa sind es 27.807.
Die Umsetzung des Wahlergebnisses in Sitze erfolgt nach denselben Regeln wie bei der Wahl zum Congreso (starre Listen, 3-Prozent-Hürde in jedem Wahlkreis, Sitzverteilung im Wahlkreis nach d´Hondt, keine Verrechnung zwischen den Wahlkreisen).

### Asturien
Das Autonomiestatut enthält hinsichtlich des Wahlsystems lediglich die Bestimmung, dass die Wahl nach den Grundsätzen der Verhältniswahl zu erfolgen hat (Art. 25.1).
Das asturische Wahlgesetz legt die Zahl der Abgeordneten auf 45 fest. Die Wahl erfolgt in drei Wahlkreisen (West, Mitte, Ost), deren Zuschnitt im Wahlgesetz festgelegt ist (nach Gemeinden, Asturien besteht nur aus einer Provinz). Jeder Wahlkreis erhält 2 Grundmandate, die restlichen 39 Mandate werden auf die Wahlkreise nach dem Verhältnis der Bevölkerungszahl verteilt, was bei der Wahl vom 27. Mai 2007 folgende Verteilung ergab: Mitte 34, West 6, Ost 5. Die durchschnittliche Wahlkreisgröße beträgt damit 15 Abgeordnete. Auch hier führt das System der Grundmandate zu einer Bevorzugung der Wahlkreise mit wenigen Einwohnern (da die Grundmandate aber nur 13 % aller Sitze ausmachen nicht so ausgeprägt), so kamen bei der Wahl von 2007 rechnerisch im Wahlkreis Ost 15.859 Wahlberechtigte auf ein Abgeordnetenmandat, im Wahlkreis Mitte waren es 22.866.
Die Umsetzung des Wahlergebnisses in Sitze erfolgt nach denselben Regeln wie bei der Wahl zum Congreso (starre Listen, 3-Prozent-Hürde in jedem Wahlkreis, Sitzverteilung im Wahlkreis nach d´Hondt, keine Verrechnung zwischen den Wahlkreisen).

### Balearen
Nach Art. 41 des Autonomiestatuts erfolgt die Wahl in den Wahlkreisen Mallorca, Menorca, Ibiza und Formentera nach den Grundsätzen der Verhältniswahl.
Das Wahlgesetz der Balearen legt fest, dass von den insgesamt 59 Abgeordneten 33 im Wahlkreis Mallorca, 13 im Wahlkreis Menorca, 12 im Wahlkreis Ibiza und einer im Wahlkreis Formentera gewählt werden. Die durchschnittliche Wahlkreisgröße beträgt damit 14,8 Abgeordnete. Durch diese im Wahlgesetz festgelegte Anzahl der Mandate je Wahlkreis lag die Anzahl der Wahlberechtigten je Abgeordnetem bei der Wahl vom 27. Mai 2007 zwischen 4.845 (Menorca) und 16.809 (Mallorca).
Die Umsetzung des Wahlergebnisses in Sitze erfolgt nach denselben Regeln wie bei der Wahl zum Congreso (starre Listen, Sitzverteilung im Wahlkreis nach d´Hondt, keine Verrechnung zwischen den Wahlkreisen) mit der einzigen Ausnahme, dass die Sperrklausel in den Wahlkreisen nicht 3 %, sondern 5 % beträgt.

### Baskenland
Nach Art. 26 des Autonomiestatuts erfolgt die Wahl zum Parlament in den Provinzen als Wahlkreisen nach den Grundsätzen der Verhältniswahl, wobei in jeder Provinz gleich viele Abgeordnete gewählt werden.
Das baskische Wahlgesetz legt die Zahl der in jedem Wahlkreis zu wählenden Abgeordneten auf 25 fest, womit sich ein Gesamtzahl von 75 Sitzen ergibt. Durch die Zuteilung einer gleichen Anzahl von Abgeordneten auf jede Provinz trotz erheblicher Unterschiede in der Bevölkerungszahl ergeben sich erhebliche Ungleichgewichte, so kamen bei der Wahl vom 1. März 2009 rechnerisch in der Provinz Álava 9.929 Wahlberechtigte auf ein Abgeordnetenmandat, in Vizcaya waren es 37.328 und in Guipúzcoa 23.000.
Die Umsetzung des Wahlergebnisses in Sitze erfolgt nach denselben Regeln wie bei der Wahl zum Congreso (starre Listen, 3-Prozent-Hürde in jedem Wahlkreis, Sitzverteilung im Wahlkreis nach d´Hondt, keine Verrechnung zwischen den Wahlkreisen).

### Extremadura
Nach Art. 21.1 des Autonomiestatuts besteht das Parlament aus höchstens 65 Abgeordneten, die nach den Grundsätzen der Verhältniswahl gewählt werden. Weiter schreibt das Autonomiestatut vor, dass Wahlkreis die Provinz ist und das Wahlgesetz für jede Provinz eine Anzahl von Grundmandaten zu bestimmen hat, während die restlichen Sitze nach dem Verhältnis der Bevölkerungszahl auf die Provinzen zu verteilen sind (Art. 21.2).
Das Wahlgesetz der Autonomen Gemeinschaft Extremadura legt die Zahl der Abgeordneten auf 65 fest. Jeder Wahlkreis (Provinz) erhält 20 Grundmandate, die restlichen 25 Mandate werden auf die Provinzen nach dem Verhältnis der Bevölkerungszahl verteilt, was bei der Wahl vom 22. Mai 2011 folgende Verteilung ergab: Badajoz 36, Cáceres 29. Die durchschnittliche Wahlkreisgröße beträgt damit 32,5 Abgeordnete. Bei der Wahl im Mai 2011 kamen damit rechnerisch in der Provinz Cáceres 14.313 Einwohner auf ein Abgeordnetenmandat, in Badajoz sind es 19.226.
Die Umsetzung des Wahlergebnisses in Sitze erfolgt nach denselben Regeln wie bei der Wahl zum Congreso (starre Listen, Sitzverteilung im Wahlkreis nach d´Hondt, keine Verrechnung zwischen den Wahlkreisen). Allerdings besteht bei der Sperrklausel eine Besonderheit: Bei der Sitzverteilung im Wahlkreis werden neben den Parteien, die dort mindestens 5 % der Stimmen erhalten haben, auch die berücksichtigt, bei denen dies zwar nicht der Fall ist, die aber auch im anderen Wahlkreis angetreten sind und bezogen auf das Gesamtergebnis mindestens 5 % der Stimmen erzielt haben.

### Galicien
Nach Art. 11.5 des Autonomiestatuts besteht das Parlament aus mindestens 60 und höchstens 80 Abgeordneten. Weiter schreibt das Autonomiestatut vor, dass Wahlkreis die Provinz ist (Art. 11.4) und die Wahl nach den Grundsätzen der Verhältniswahl erfolgt (Art. 11.2).
Das galicische Wahlgesetz legt die Zahl der Abgeordneten auf 75 fest. Jeder Wahlkreis (Provinz) erhält zehn Grundmandate, die restlichen 35 Mandate werden auf die Provinzen nach dem Verhältnis der Bevölkerungszahl verteilt, was bei der Wahl vom 1. März 2009 folgende Verteilung ergab: La Coruña 24, Lugo 15, Orense 14, Pontevedra 22. Die durchschnittliche Wahlkreisgröße beträgt damit 18,8 Abgeordnete. Auch hier führt das System der Grundmandate zu einer Bevorzugung der Provinzen mit wenigen Einwohnern, so kamen bei der Wahl von 2009 rechnerisch in der Provinz Lugo 23.080 Wahlberechtigte auf ein Abgeordnetenmandat, in La Coruña waren es 44.662.
Die Umsetzung des Wahlergebnisses in Sitze erfolgt nach denselben Regeln wie bei der Wahl zum Congreso (starre Listen, Sitzverteilung im Wahlkreis nach d´Hondt, keine Verrechnung zwischen den Wahlkreisen) mit der einzigen Ausnahme, dass die Sperrklausel in den Wahlkreisen nicht 3 %, sondern 5 % beträgt.

### Kanaren
Nach Art. 39 Abs. 2 des Autonomiestatuts von 2018 besteht das Parlament aus mindestens 50 und höchstens 75 Abgeordneten. Die Wahl erfolgt nach den Grundsätzen der Verhältniswahl in den Wahlkreisen El Hierro, Fuerteventura, Gran Canaria, La Gomera, Lanzarote, La Palma und Teneriffa, sowie zusätzlich in einem Wahlkreis der die gesamte Autonome Gemeinschaft umfasst.
Weitere Vorschriften enthält die erste Übergangsbestimmung (spanisch disposición transitoria primera) des Autonomiestatuts: In dieser wird die Zahl der Abgeordneten auf 70 festgelegt, von denen je 15 in den Wahlkreisen Gran Canaria und Teneriffa, je acht in den Wahlkreisen La Palma, Lanzarote und Fuerteventura, vier in La Gomera und drei in El Hierro zu wählen sind. Weitere neun Abgeordnete werden im Wahlkreis des gesamten Gebietes der Autonomen Gemeinschaft der Kanaren gewählt. Zur Sperrklausel enthält die Übergangsbestimmung die Vorschrift, dass bei der Sitzverteilung im Wahlkreis der Wahlvorschlag berücksichtigt wird, auf den im Wahlkreis die meisten Stimmen entfallen sind, und außerdem die Wahlvorschläge, die im Wahlkreis mindestens 15 % der Stimmen errungen haben, und diejenigen Parteien, auf die nach dem Gesamtwahlergebnis der ganzen Autonomen Gemeinschaft mindestens 4 % der Stimmen entfallen sind. Die Vorschriften der Übergangsbestimmung gelten solange, bis durch Gesetz, eine andere Regelung getroffen wird.

### Kantabrien
Nach Art. 10.4 des Autonomiestatuts besteht das Parlament aus mindestens 35 und höchstens 45 Abgeordneten. Weiter schreibt das Autonomiestatut vor, dass die gesamte Autonome Gemeinschaft, die nur aus einer Provinz besteht, einen einheitlichen Wahlkreis bildet (Art. 10.2) und die Wahl nach den Grundsätzen der Verhältniswahl erfolgt (Art. 10.1).
Das kantabrische Wahlgesetz legt die Zahl der Abgeordneten auf 39 fest. Die Umsetzung des Wahlergebnisses in Sitze erfolgt nach denselben Regeln wie bei der Wahl zum Congreso (starre Listen, Sitzverteilung im Wahlkreis nach d´Hondt) mit der einzigen Ausnahme, dass die Sperrklausel nicht 3 %, sondern 5 % beträgt.

### Kastilien-La Mancha
Nach Art. 10.2 des Autonomiestatuts besteht das Parlament aus mindestens 47 und höchstens 59 Abgeordneten. Weiter schreibt das Autonomiestatut vor, dass Wahlkreis die Provinz ist, wobei in der Provinz Albacete mindestens zehn, in der Provinz Ciudad Real mindestens elf, in der Provinz Cuenca mindestens acht, in der Provinz Guadalajara mindestens sieben und in der Provinz Toledo mindestens elf Abgeordnete zu wählen sind und die Wahl nach den Grundsätzen der Verhältniswahl erfolgt (Art. 10.2).
Das Wahlgesetz der Autonomen Gemeinschaft legt die Zahl der Abgeordneten auf 49 fest, von denen zehn in der Provinz Albacete, elf in Ciudad Real, acht in Cuenca, acht in Guadalajara und zwölf in Toledo gewählt werden. Die durchschnittliche Wahlkreisgröße beträgt damit 9,8 Abgeordnete. Durch diese im Wahlgesetz festgelegte Anzahl der Mandate je Wahlkreis lag die Anzahl der Einwohner je Abgeordnetem bei der Wahl vom 22. Mai 2011 zwischen 27.215 (Cuenca) und 58.163 (Toledo).
Die Umsetzung des Wahlergebnisses in Sitze erfolgt nach denselben Regeln wie bei der Wahl zum Congreso (starre Listen, 3-Prozent-Hürde in jedem Wahlkreis, Sitzverteilung im Wahlkreis nach d´Hondt, keine Verrechnung zwischen den Wahlkreisen).

### Kastilien-León
Nach Art. 21.2 des Autonomiestatuts ist Wahlkreis die Provinz, wobei jeder Provinz drei Grundmandate zustehen. Außerdem erhält jede Provinz einen Abgeordneten je 45.000 Einwohner und einen weiteren, wenn bei dieser Aufteilung ein Rest von mehr als 22.500 Einwohnern verbleibt. Die Verteilung der Mandate nach dieser Vorschrift ergab für die Wahl vom 22. Mai 2011 folgendes Ergebnis: Ávila 7, Burgos 11, León 14, Palencia 7, Salamanca 11, Segovia 7, Soria 5, Valladolid 15 und Zamora 7, insgesamt also 84. Auch hier führt das System der Grundmandate zu einer Bevorzugung der Provinzen mit wenigen Einwohnern, so kamen bei der Wahl von 2011 rechnerisch in der Provinz Soria 19.052 Einwohner auf ein Abgeordnetenmandat, in León sind es 35.663. Weiter bestimmt das Autonomiestatut, dass die Wahl nach den Grundsätzen der Verhältniswahl erfolgt (Art. 21.1).
Die Umsetzung des Wahlergebnisses in Sitze erfolgt gemäß dem Wahlgesetz der Autonomen Gemeinschaft nach denselben Regeln wie bei der Wahl zum Congreso (starre Listen, 3-Prozent-Hürde in jedem Wahlkreis, Sitzverteilung im Wahlkreis nach d´Hondt, keine Verrechnung zwischen den Wahlkreisen).

### Katalonien
Nach Art. 56 des Autonomiestatuts besteht das Parlament aus mindestens 100 und höchstens 150 Abgeordneten, die nach den Grundsätzen der Verhältniswahl gewählt werden.
Katalonien hat als einzige der 17 Autonomen Gemeinschaften bislang kein eigenes Wahlgesetz verabschiedet. Weitere Elemente des Wahlsystems ergeben sich aus der vierten Übergangsbestimmung (disposición transitoria cuarta) des Autonomiestatuts von 1979, die nach der zweiten Übergangsbestimmung (disposición transitoria segunda) des neuen Autonomiestatuts von 2006 bis zur Verabschiedung eines Wahlgesetzes weiter in Kraft bleibt. Danach sind Wahlkreise die vier Provinzen, wobei in der Provinz Barcelona 85, in der Provinz Girona 17, in der Provinz Lleida 15 und in der Provinz Tarragona 18 Abgeordnete gewählt werden, sodass das Parlament insgesamt aus 135 Abgeordneten besteht. Die durchschnittliche Wahlkreisgröße beträgt somit 33,8 Abgeordnete. Durch die in der Übergangsbestimmung des Autonomiestatuts festgelegte Anzahl der Mandate je Wahlkreis lag die Anzahl der Wahlberechtigten je Abgeordnetem bei der Wahl vom 28. November 2010 zwischen 20.079 (Lleida) und 45.892 (Barcelona).
Im Übrigen verweist die Übergangsbestimmung des Autonomiestatuts auf das LOREG. Die Umsetzung des Wahlergebnisses in Sitze erfolgt daher nach denselben Regeln wie bei der Wahl zum Congreso (starre Listen, 3-Prozent-Hürde in jedem Wahlkreis, Sitzverteilung im Wahlkreis nach d´Hondt, keine Verrechnung zwischen den Wahlkreisen).

### La Rioja
Nach Art. 17.2 des Autonomiestatuts besteht das Parlament aus mindestens 32 und höchstens 40 Abgeordneten. Weiter schreibt das Autonomiestatut vor, dass die gesamte Autonome Gemeinschaft, die nur aus einer Provinz besteht, einen einheitlichen Wahlkreis bildet (Art. 17.3) und die Wahl nach den Grundsätzen der Verhältniswahl erfolgt (Art. 17.1).
Das Wahlgesetz der Autonomen Gemeinschaft legt die Zahl der Abgeordneten auf 33 fest. Die Umsetzung des Wahlergebnisses in Sitze erfolgt nach denselben Regeln wie bei der Wahl zum Congreso (starre Listen, Sitzverteilung nach d´Hondt) mit der einzigen Ausnahme, dass die Sperrklausel nicht 3 %, sondern 5 % beträgt.

### Madrid
Nach Art. 10.2 des Autonomiestatuts besteht das Parlament aus einem Abgeordneten je 50.000 Einwohnern bzw. einem weiteren, wenn dabei ein Rest von mehr als 25.000 Einwohnern verbleibt. Weiter schreibt das Autonomiestatut vor, dass die gesamte Autonome Gemeinschaft, die nur aus einer Provinz besteht, einen einheitlichen Wahlkreis bildet (Art. 10.5), die Sperrklausel 5 % beträgt (Art. 10.6) und die Wahl nach den Grundsätzen der Verhältniswahl erfolgt (Art. 10.1).
Nach dem Wahlgesetz der Autonomen Gemeinschaft erfolgt die Umsetzung des Wahlergebnisses in Sitze nach denselben Regeln wie bei der Wahl zum Congreso (starre Listen, Sitzverteilung nach d´Hondt) mit der einzigen Ausnahme, dass die Sperrklausel 5 % beträgt.

### Murcia
Nach Art. 24.2 des Autonomiestatuts besteht das Parlament aus mindestens 45 und höchsten 55 Abgeordneten, die nach den Grundsätzen der Verhältniswahl gewählt werden (Art. 24.1).
Das Wahlgesetz der Region Murcia legt die Zahl der Abgeordneten auf 45 fest. Die Wahl erfolgt in fünf Wahlkreisen, deren Zuschnitt im Wahlgesetz festgelegt ist (nach Gemeinden, Murcia besteht nur aus einer Provinz). Jeder Wahlkreis erhält ein Grundmandat, die restlichen 40 Mandate werden auf die Wahlkreise nach dem Verhältnis der Bevölkerungszahl verteilt. Die durchschnittliche Wahlkreisgröße beträgt damit 9 Abgeordnete. Auch hier führt das System der Grundmandate zu einer Bevorzugung der Wahlkreise mit wenigen Einwohnern, so kamen bei der Wahl von 2007 rechnerisch im Wahlkreis 5 13.311 Wahlberechtigte auf ein Abgeordnetenmandat, im Wahlkreis 3 waren es 24.227.
Die Umsetzung des Wahlergebnisses in Sitze erfolgt nach denselben Regeln wie bei der Wahl zum Congreso (starre Listen, Sitzverteilung im Wahlkreis nach d´Hondt, keine Verrechnung zwischen den Wahlkreisen), mit der einzigen Ausnahme, dass die Sperrklausel in den Wahlkreisen nicht 3 %, sondern 5 % beträgt.

### Navarra
Nach Art. 15.2 des Autonomiestatuts besteht das Parlament aus mindestens 40 und höchstens 60 Abgeordneten, die nach den Grundsätzen der Verhältniswahl gewählt werden.
Das Wahlgesetz Navarras legt die Zahl der Abgeordneten auf 50 fest. Die gesamte Autonome Gemeinschaft, die nur aus einer Provinz besteht, bildet einen einheitlichen Wahlkreis. Die Umsetzung des Wahlergebnisses in Sitze erfolgt nach denselben Regeln wie bei der Wahl zum Congreso (starre Listen, 3-Prozent-Hürde, Sitzverteilung nach d´Hondt).

### Valencia
Nach Art. 23.1 des Autonomiestatuts aus dem Jahre 2006 besteht das Parlament aus mindestens 99 Abgeordneten, die nach den Grundsätzen der Verhältniswahl gewählt werden. Weiter schreibt das Autonomiestatut vor, dass Wahlkreis die Provinz ist, wobei jeder Provinz 20 Grundmandate zustehen und die verbleibenden Sitze auf die Provinzen nach dem Verhältnis der Bevölkerungszahl verteilt werden. Weiter ist festgelegt, dass die Zahl der Einwohner je Mandat in einer Provinz höchstens das Dreifache der Zahl der Einwohner je Mandat in einer anderen Provinz betragen darf (Art. 24).
Das Wahlgesetz der Autonomen Gemeinschaft legt die Zahl der Abgeordneten auf 89 fest, was Art. 23.1 des Autonomiestatutes widerspricht (Mindestzahl 99). Dies ist darauf zurückzuführen, dass das Wahlgesetz noch aus der Zeit vor Inkrafttreten des neuen Autonomiestatuts von 2006 stammt und diesem noch nicht angepasst wurde. Da es sich bei dem Autonomiestatut um die höherrangige Norm handelt, wurden bei der Wahl vom 22. Mai 2011 insgesamt 99 Abgeordnete gewählt. Die nach Berücksichtigung der 20 Grundmandate je Provinz noch verbleibende Zahl von Abgeordneten wird unter Anwendung des d´Hondt-Verfahrens auf die Provinzen nach ihrer Bevölkerungszahl verteilt. Wird dabei die Vorgabe des Autonomiestatuts (Zahl der Einwohner je Mandat höchstens das Dreifache einer anderen Provinz) nicht eingehalten, ist das Verteilungsergebnis entsprechend zu korrigieren. Dies ergab bei der Wahl 2011 für die Provinz Alicante 35, für Castellón 24 und für Valencia 40 Sitze. Die durchschnittliche Wahlkreisgröße beträgt damit 33 Abgeordnete. Auch hier führt die hohe Zahl der Grundmandate zu einer Bevorzugung der Provinzen mit wenigen Einwohnern, so kamen bei der Wahl von 2011 rechnerisch in der Provinz Castellón 25.178 Einwohner auf ein Abgeordnetenmandat, in Valencia sind es 64.529.
Die Umsetzung des Wahlergebnisses in Sitze erfolgt nach denselben Regeln wie bei der Wahl zum Congreso (starre Listen, Sitzverteilung im Wahlkreis nach d´Hondt, keine Verrechnung zwischen den Wahlkreisen) mit der einzigen Ausnahme, dass eine Sperrklausel in Höhe von 5 % besteht, aber nicht bezogen auf das Ergebnis im Wahlkreis, sondern auf das im gesamten Wahlgebiet.

## Gemeinderäte und Bürgermeister
Auch das Wahlsystem für die Wahl der Gemeinderäte ist im LOREG geregelt (Art. 179–184). Die Zahl der zu wählenden Gemeinderatsmitglieder richtet sich nach der Bevölkerungszahl, jede Gemeinde bildet einen einzigen Wahlkreis (Art. 179). Auch hier bestehen starre Listen und die Zuteilung der Mandate erfolgt nach dem D’Hondt-Verfahren, wobei die Sperrklausel allerdings 5 % beträgt (Art. 180).
Der Bürgermeister (alcalde) wird in der konstituierenden Sitzung des Gemeinderats gewählt. Kandidieren können nur die Spitzenkandidaten der jeweiligen Listen für die Wahl zum Gemeinderat. Erhält in diesem Wahlgang einer der Bewerber die absolute Mehrheit, ist dieser zum Bürgermeister gewählt (was die Möglichkeit zur Bildung von "Koalitionen" eröffnet); wird diese Mehrheit nicht erreicht, wird der Spitzenkandidat derjenigen Liste Bürgermeister, die bei der Wahl zum Gemeinderat die meisten Stimmen erhalten hatte.
Eine Besonderheit besteht in den Gemeinden mit nicht mehr als 250 Einwohnern: Dort werden fünf Gemeinderatsmitglieder gewählt. Jeder Wahlvorschlag kann bis zu fünf Namen enthalten. Es besteht Personenwahl. Der Wähler hat vier Stimmen, die er frei auf die aufgestellten Bewerber verteilen kann (also auch panaschieren). Die fünf Bewerber mit den meisten Stimmen bilden den Gemeinderat (Art. 184). Auch hier erfolgt die Wahl des Bürgermeisters in der konstituierenden Sitzung des Gemeinderats, wobei aber jedes Gemeinderatsmitglied kandidieren kann. Erhält in diesem Wahlgang einer der Bewerber die absolute Mehrheit, ist dieser zum Bürgermeister gewählt (was die Möglichkeit zur Bildung von "Koalitionen" eröffnet); wird diese Mehrheit nicht erreicht, wird das Gemeinderatsmitglied Bürgermeister, das bei der Wahl zum Gemeinderat die meisten Stimmen erhalten hatte.
Eine Ausnahme bilden die Gemeinden, die nach dem System des concejo abierto organisiert sind (dies sind solche, in denen dieses System traditionell Anwendung findet). In ihnen wird lediglich der Bürgermeister direkt von den Wahlberechtigten gewählt (Art. 179.2), die Funktion des Gemeinderats übernimmt eine Versammlung aller wahlberechtigten Bürger (asamblea vecinal).

## Inselräte
Auch das Wahlsystem für die Wahl der auf den Kanaren für jede Insel bestehenden Inselräte ("Cabildos Insulares") ist im LOREG geregelt (Art. 201). Jede Insel bildet einen einzigen Wahlkreis, ansonsten gelten die Regeln für die Wahl der Gemeinderäte entsprechend. Präsident des Inselrats wird der Spitzenkandidat der Liste, auf welche die meisten Stimmen entfielen.
Auch auf den Balearen besteht für jede der vier Inseln (Mallorca, Menorca, Ibiza, Formentera) ein Inselrat ("Consejo Insular"). Das Wahlsystem für die Wahl der Inselräte ist in einem Regionalgesetz der Autonomen Gemeinschaft der Balearen geregelt. Die Insel Formentera besteht jedoch nur aus einer Gemeinde, sodass dort der Inselrat gleichzeitig Gemeinderat ist und nach den für Gemeinderäte geltenden Regeln gewählt wird. Der Inselrat für Mallorca besteht aus 33 Mitgliedern, die für Menorca und Ibiza aus jeweils 13. Die Inseln bilden jeweils einen einzigen Wahlkreis. Es besteht eine 5-Prozent-Sperrklausel. Die Verteilung der Sitze erfolgt nach dem D’Hondt-Verfahren.

## Provinzialräte
In den Autonomen Gemeinschaften, die aus mehreren Provinzen bestehen, ist das Selbstverwaltungsorgan auf Provinzebene der Provinzialrat (Diputación Provincial), in denjenigen, die nur aus einer Provinz bestehen, werden dessen Funktionen vom Parlament der Autonomen Gemeinschaft wahrgenommen.
Auch das Wahlsystem für die Wahl der Diputaciones Provinciales ist im LOREG geregelt (Art. 204–209).
Die Diputación besteht aus 25 (bis 500.000 Einwohner), 27 (bis 1 Million Einwohner), 31 (bis 3,5 Millionen Einwohner) oder 51 (über 3,5 Millionen Einwohner) Mitgliedern (Art. 204.1), die in indirekter Wahl gewählt werden.
Zunächst werden die Sitze auf die in der Provinz bestehenden Gerichtsbezirke (partidos judiciales) nach dem Verhältnis der Bevölkerungszahl verteilt, wobei jeder Gerichtsbezirk mindestens einen Sitz erhält und kein Gerichtsbezirk mehr als drei Fünftel der insgesamt zu verteilenden Sitze (Art. 204.2).
Sodann wird auf Ebene der Gerichtsbezirke ermittelt, wie viele Stimmen jede Partei bei den Wahlen zu den Gemeinderäten errungen hat, wobei nur Parteien berücksichtigt werden, die zumindest in einem der Gemeinderäte einen Sitz errungen haben. Die Gesamtzahl der im Gerichtsbezirk zu verteilenden Sitze wird auf die Parteien nach dem D’Hondt-Verfahren verteilt. (Art. 205)
Nach der Konstituierung der Gemeinderäte kommen alle im Gerichtsbezirk gewählten Gemeinderatsmitglieder getrennt nach Parteien zusammen und wählen die ihrer Partei zustehende Anzahl von Mitgliedern in der Diputación Provincial. (Art. 206)
In der konstituierenden Sitzung der Diputación Provincial wählt diese aus ihrer Mitte ihren Präsidenten, wobei im ersten Wahlgang die absolute Mehrheit notwendig ist. Wird diese nicht erreicht, kommt es zu einem zweiten Wahlgang, in dem gewählt ist, wer die meisten Stimmen erzielt.
Eine Besonderheit gilt für die Provinzialräte der drei baskischen Provinzen Álava, Vizcaya und Guipúzcoa, die die Bezeichnung „Juntas Generales“ führen. Für diese ist das Wahlsystem in einem baskischen Regionalgesetz geregelt. Die jeweils 51 Abgeordneten werden in direkter Wahl gewählt. Das Wahlsystem entspricht weitestgehend dem, wie es auch bei Wahl zum Congreso Anwendung findet: Die Provinzen sind in Wahlkreise eingeteilt (in Álava drei, in Vizcaya und in Guipúzcoa jeweils vier). Die Sitze werden auf die Wahlkreise nach dem Verhältnis der Bevölkerungszahl verteilt. Es bestehen starre Listen. Im Wahlkreis werden die Sitze gemäß dem Wahlergebnis nach dem D’Hondt-Verfahren auf die Listen verteilt, wobei eine Sperrklausel von 3 % im jeweiligen Wahlkreis existiert. Eine Verrechnung der Stimmen zwischen den Wahlkreisen findet nicht statt.